# Bari, Sichuan
Bari (kinesiska: 八日, 八日乡) är en socken i Kina. Den ligger i provinsen Sichuan, i den sydvästra delen av landet, omkring 500 kilometer sydväst om provinshuvudstaden Chengdu. Antalet invånare är 1390. Befolkningen består av 668 kvinnor och 722 män. Barn under 15 år utgör 23,0 %, vuxna 15-64 år 66 %, och äldre över 65 år 10,0 %.
Genomsnittlig årsnederbörd är 649 millimeter. Den regnigaste månaden är juli, med i genomsnitt 229 mm nederbörd, och den torraste är december, med 1 mm nederbörd.